# Schwimmwagen
Els Volkswagen  Tipus 128  i  Tipus 166   Schwimmwagen  (literalment  Auto nedador  en alemany) van ser vehicles amfibis tot terreny amb tracció a les quatre rodes, àmpliament emprats per la Wehrmacht i el Waffen-SS durant la Segona Guerra Mundial. El  Tipus 166  és el vehicle amfibi produït amb més gran quantitat d'unitats de la història.

## Desenvolupament
Els Schwimmwagen empraven el motor i mecanismes del Volkswagen Tipus 86, el prototip amb tracció a les quatre rodes del Kübelwagen, i la tracció a les quatre rodes del vehicle de comandament 'Kübel/Beetle', que al seu torn estava basat en el Volkswagen Escarabat civil. Erwin Komenda, el primer dissenyador de carrosseries de Ferdinand Porsche, va ser forçat a desenvolupar una nova carrosseria monobuc pel fet que el terra del xassís dels vehicles Volkswagen existents no era adequat per moure's amb suavitat a través de l'aigua. Komenda va patentar les seves idees pel xassís flotant a l'Oficina Alemanya de Patents.
El primer prototip del Tipus 128 estava basat en el xassís del Kübelwagen amb una batalla de 240 cm. Les unitats de pre-producció del 128, equipades amb carrosseries monobuc soldades, van demostrar que aquest mètode de construcció era massa feble per anar camp a través, tenien una insuficient rigidesa torsional i es trencaven fàcilment per la part davantera, igual que pels parafangs. Això era inacceptable per a un vehicle amfibi. Els models de sèrie (Tipus 166) van ser més petits i tenien una batalla de 200 cm.
Els Schwimmwagen van ser produïts tant a la fàbrica de Fallersleben (Wolfsburg) com a la fàbrica Porsche de Stuttgart, les carrosseries (o més ben dit els bucs) eren produïdes per Ambi Budd en Berlín. Des de 1941 fins a 1944, es van produir un total de 15.584 Schwimmwagen Tipus 166, 14.276 a Fallersleben i 1.308 a Stuttgart. Amb aquestes xifres, el Schwimmwagen és el vehicle amfibi produït en més elevat nombre de la història.
Només 163 Schwimmwagen figuren en el Registre de Schwimmwagen al present, dels quals gairebé 13 han sobreviscut a la guerra sense ser restaurats.

## Tecnologia
Tots els Schwimmwagen tenien tracció a les quatre rodes només cap endavant (i en marxa enrere en alguns models) i diferencials autobloquejants ZF en ambdós eixos. Igual que el Kübelwagen, el Schwimmwagen tenia un eix portant posterior que li atorgava una distància més llarga a terra, mentre que al mateix temps reduïa la tensió del parell amb les seues reductores.
En creuar masses d'aigua, una hèlix baixava des del capot del motor. Després de fixar-la, una transmissió simple impulsava l'hèlix a través d'una extensió de l'arbre de lleves. Això significava que la propulsió amb hèlix només estava disponible cap endavant. Per retrocedir en l'aigua, es podia usar el rem o posar la marxa enrere, permetent que la rotació de les rodes fesssin retrocedir lentament al vehicle. Les rodes davanteres servien com timons, per la qual cosa es feia servir el volant per virar tant en terra com dins l'aigua.

## Imatges

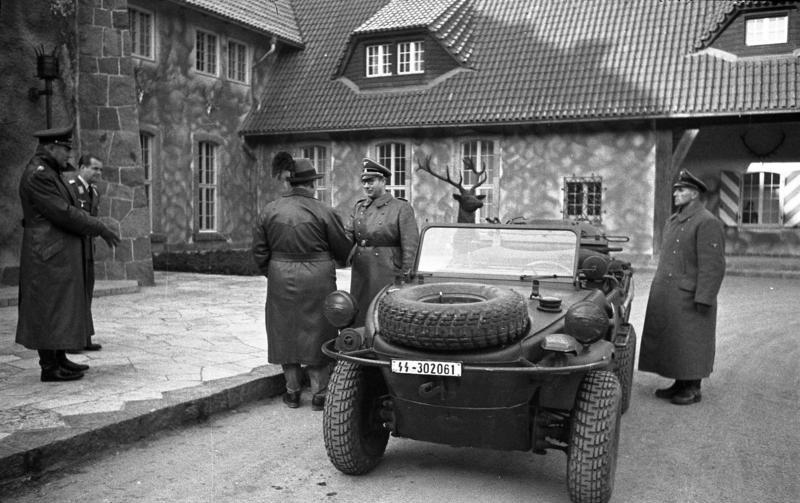
Hermann Göring amb un Schwimmwagen en Carinhall.
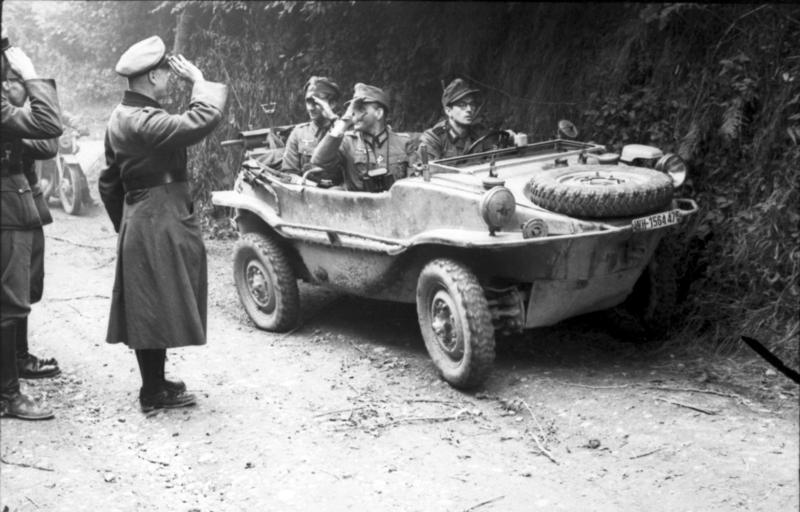
Oficials alemanys en un Schwimmwagen a França, 1944.
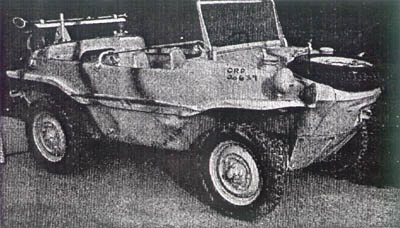
Schwimmwagen en l'edició de desembre de 1944 del Butlletí d'Intel·ligència.
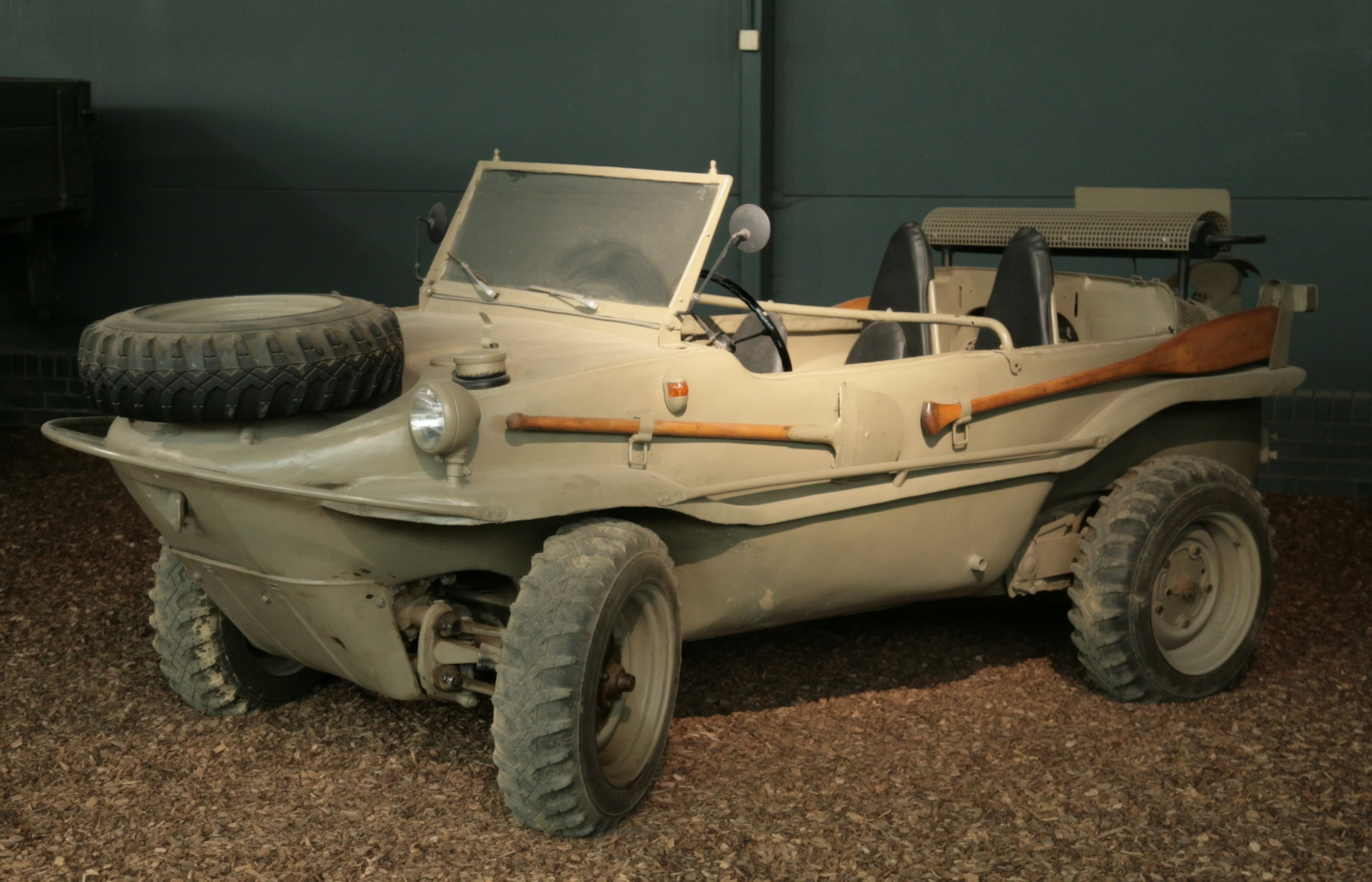
Schwimmwagen al Museu de la RAF, Duxford.
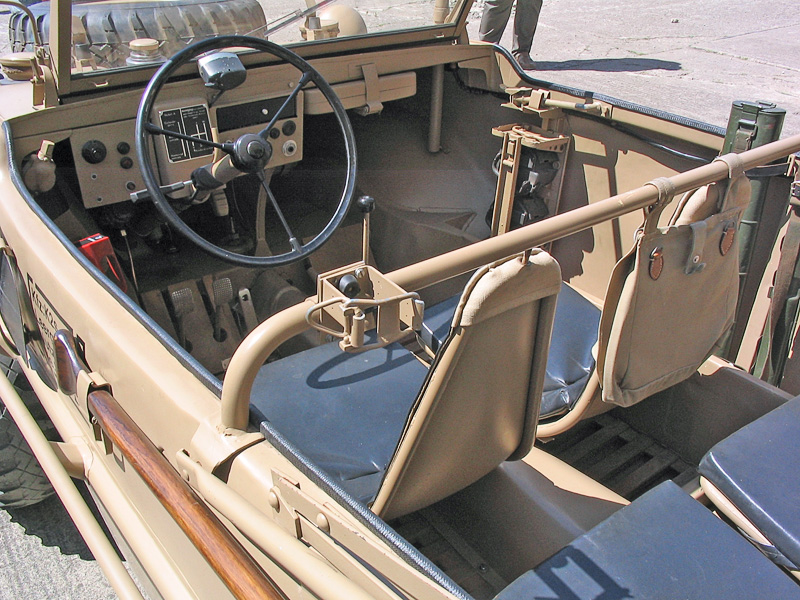
Interior d'un Schwimmwagen.
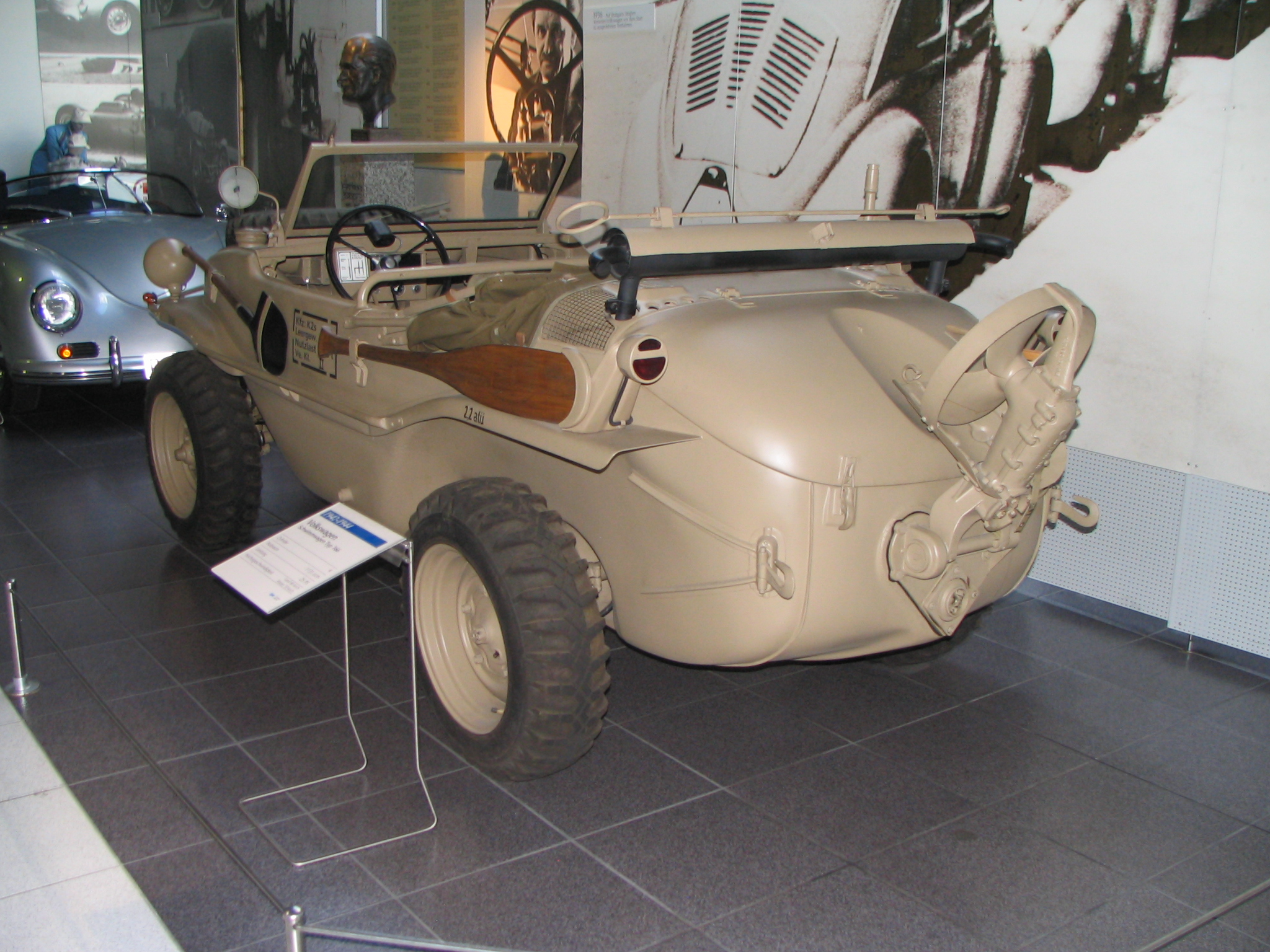
VW Schwimmwagen.
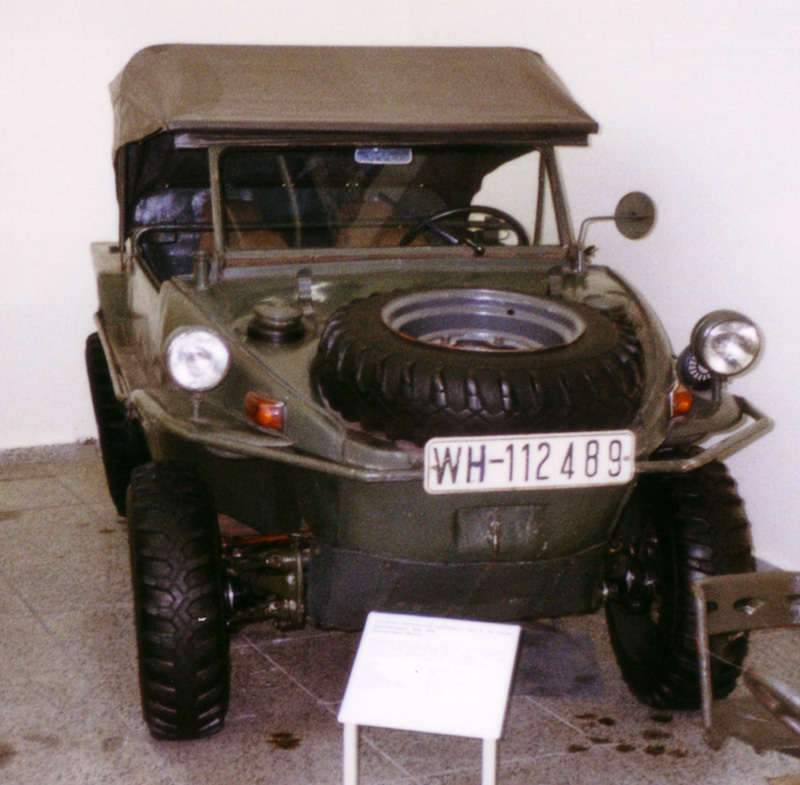
Schwimmwagen al Museu de l'Exèrcit, Dresden.
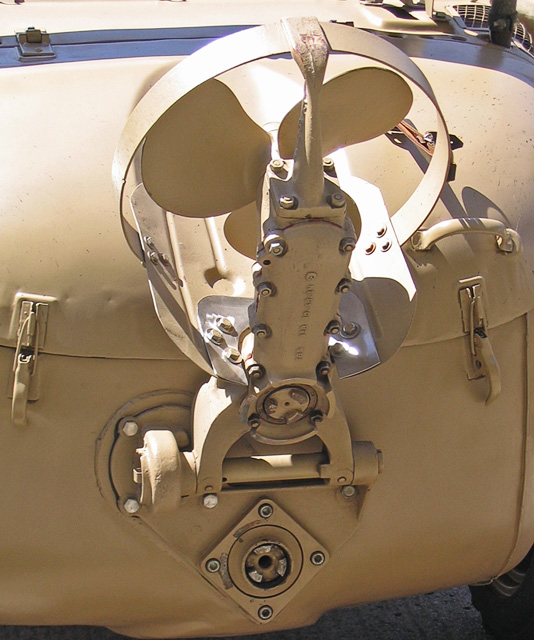
Hèlix.
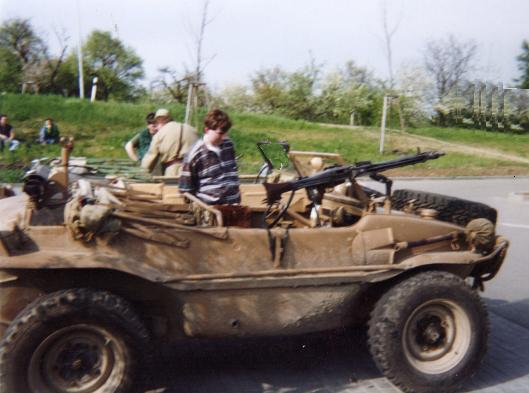
Volkswagen Schwimmwagen.
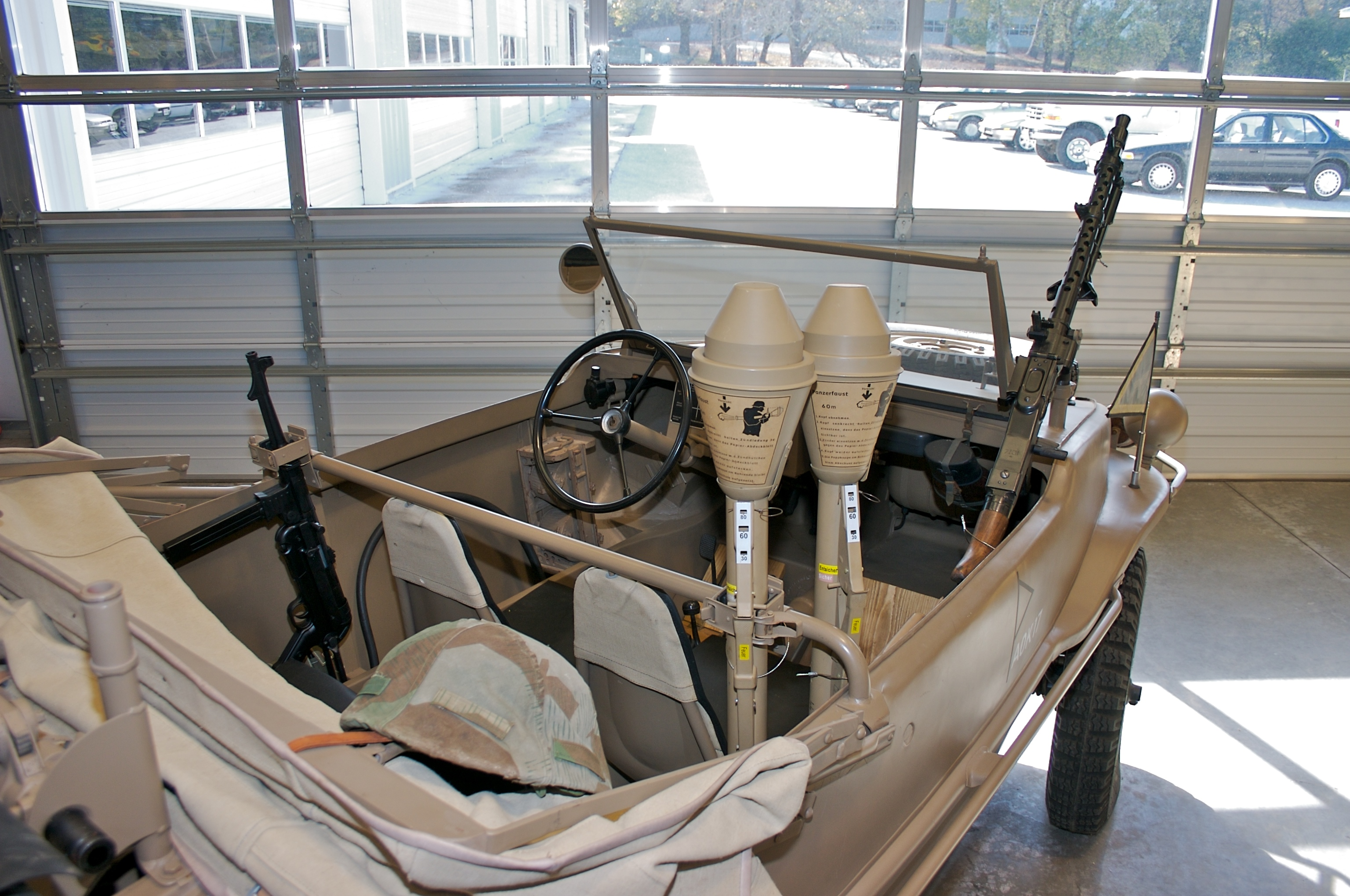
Schwimmwagen carregat amb llançacoets antitanc Panzerfaust 60.
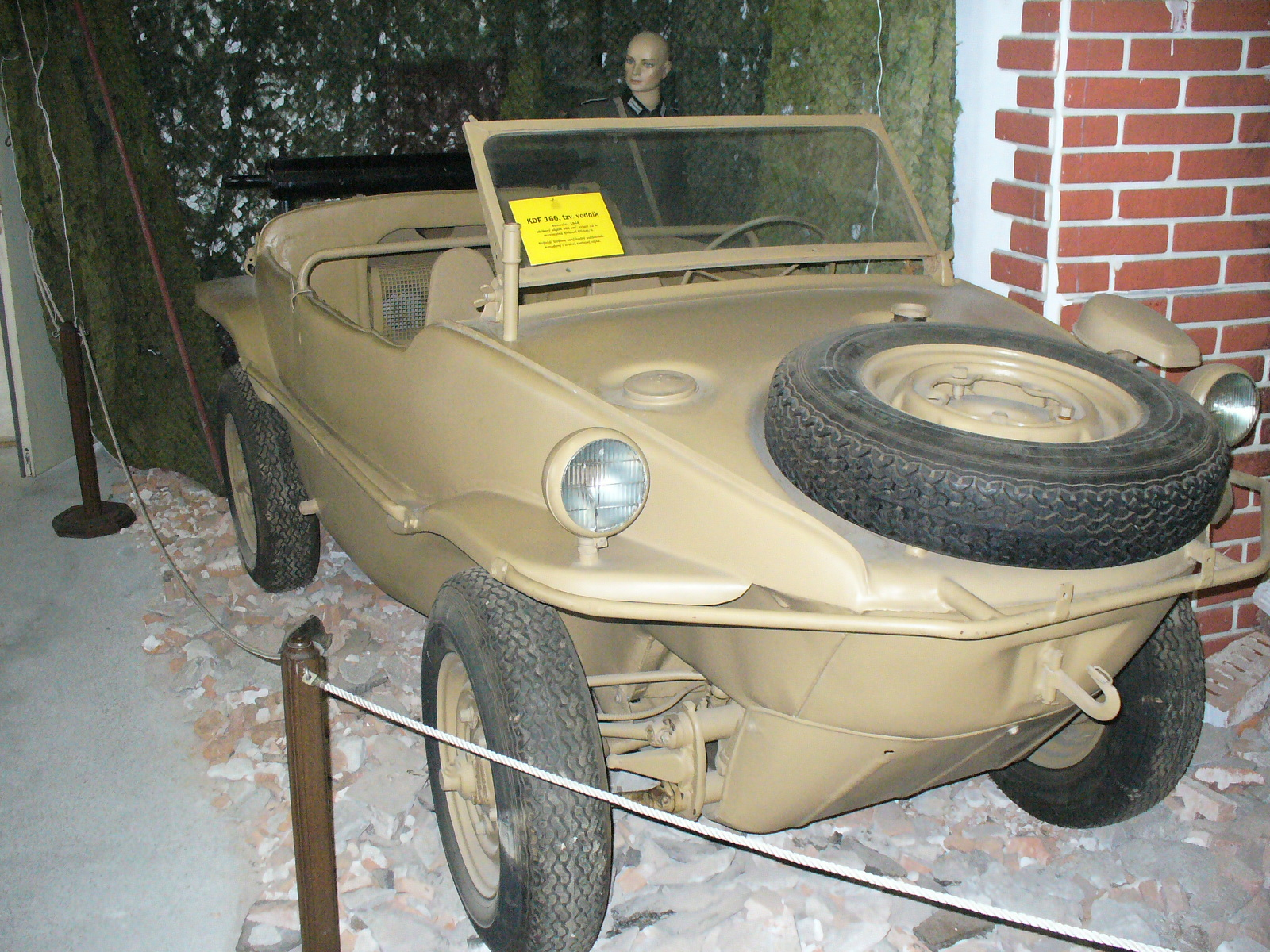